# Underground (film)
Az Underground egy 1995-ben készült, a délszláv háborút allegorikusan feldolgozó és értelmező szatirikus filmdráma.

## Történet
|  | Alább a cselekmény részletei következnek! |

A film cselekménye 1941-ben, Belgrádban indul. A film négy részre tagolódik, melyek a következő években játszódnak 1941, 1944, 1961, 1992.

## Szereplők
- Miki Manojlović – Marko Dren
- Lazar Ristovski – Petar "Blacky" Popara
- Mirjana Joković – Natalija Zovkov
- Slavko Štimac – Ivan Dren
- Ernst Stötzner – Franz
- Srđan Todorović – Jovan Popara
- Mirjana Karanović – Vera
- Danilo Stojković – nagyapa
- Bora Todorović – Golub
- Davor Dujmović – Bata

## Filmzene
A film zenéjét Goran Bregović együttese készítette. Kiadták önálló hanganyagként, néhány számát fúvós együttesek azonnal felvették a repertoárjukba.
1. Kalašnjikov (cf. Kalasnyikov)
2. Ausência (Cesária Évora közreműködésével)
3. Mesečina / Holdfény
4. Ya Ya (Ringe ringe raja) Lee Dorsey 1961-es számának feldolgozása
5. Caje sukarije-Čoček
6. Esküvő‐Čoček
7. Háború
8. Underground‐Čoček
9. Underground Tangó
10. A föld köldöke
11. Sheva

## Elismerések
- 1995-ös Cannes-i filmfesztivál Arany Pálma díja
- 1996-os César-díj (legjobb külföldi film)
- 1997-ben Kinema Junpo-díj (legjobb külföldi filmrendező)